# Jos Paardekooper
Josephus Jacobus (Jos) Paardekooper (Den Haag, 1 augustus 1949) is een Nederlandse letterkundige en historicus.
Hij studeerde Nederlandse taal- en letterkunde aan de Rijksuniversiteit Leiden en was docent aan de hbo voor Bibliotheek en Documentaire Informatie (later Informatiedienstverlening en -Management) te Deventer.
Hij is de auteur van talrijke boekjes in de Memoreeks voor secundaire literatuur van uitgeverij Walraven over uiteenlopende schrijvers (onder anderen Multatuli, Theo Thijssen, Jeroen Brouwers, Gerard Reve en Margriet de Moor). Voor het Nederlands Letterkundig Museum stelde hij een bibliografie samen van Gerard Reve. Verder schreef hij verschillende boeken over de geschiedenis van Deventer, waaronder een studie over de Deventer schouwburg (2006).
Van augustus 2007 tot augustus 2009 was Paardekooper stadsdichter van Deventer.

## Publicaties
- Literaire wandeling door Deventer, 1984
- Wilhelminafontein 100 jaar, 1998
- A.J. Duymaer van Twist. Van gouverneur-generaal tot kop van Jut, 2002
- Theater aan de IJssel. Een geschiedenis van de Deventer Schouwburg, 2006